# Брито (фудбалер)
Хермињо Америко де Брито, звани Брито (Сао Пауло, 6. мај 1914. - датум смрти непознат)   бивше је бивши бразилски фудбалер, који је играо на позицији везног играча. Рођен је у Сао Паулу. Играо је за Коринтијанс, Америку, Фламенго, Васко да Гаму, Интернасионал и Бангу на клупском нивоу. За бразилску фудбалску репрезентацију одиграо је две утакмице на Светском првенству у фудбалу 1938. године. Де Брито је преминуо.